# Acronicta vulpina
Acronicta vulpina là một loài bướm đêm trong họ Noctuidae.